# NK Debeljak
Nogometni klub Debeljak hrvatski je nogometni klub iz Debeljaka kraj Sukošana.
Trenutačno se natječe u 2. ŽNL Zadarskoj.
Debeljak je u sezonama 2005./06. i 2024./25. osvojio 2. ŽNL Zadarsku. 

## Vanjske poveznice
- Profil, HNS Semafor